# Robert Rock
Robert Rock (Rugeley, Staffordshire, 6 april 1977) is een Engelse golfprofessional.

## Golfer
In 1998 werd Robert Rock teaching-professional. 

In 2003 werd hij zeven maal uitgenodigd voor een toernooi op de Europese PGA Tour, en eindigde op de Order of Merit op de 116de plaats. Daarna mocht hij in 2004 op de Tour spelen.
In totaal heeft Rock sinds 2003 al elf top-10 resultaten geboekt, inclusief enkele 2de plaatsen waaronder in 2009 bij het Alfred Dunhill Championship in Mpumalanga, Zuid-Afrika en op het BMW Italian Open in Turijn. De laatste 2de plaats haalde hij met een score van -17 bij The 3 Irish Open, waar hij in een play-off tegen de Ierse amateur Shane Lowry speelde, die daarna pro werd. Robert Rock verloor op de derde hole. Na die week stond hij op de 7de plaats van de Europese rangorde.
In 2011 won hij met een score van -21 het Italiaans Open, waar hij in 2009 op de tweede plaats eindigde. In 2011 stond hij vanaf ronde 1 steeds ruimer aan de leiding.
In 2012 won hij met een score van -13 het Abu Dhabi Golf Championship, waar hij na ronde 3 op de 2de plaats stond achter Tiger Woods. Woods werd ook nog ingehaald door Rory McIlroy, die tweede werd met -12. 

### Gewonnen
- 2011: BMW Italian Open presented by CartaSi (-21)
- 2012: Abu Dhabi Golf Championship (-13)

### Teams
- Vivendi Trophy: 2009 (winnaars), 2011

## Column
Robert Rock heeft een eigen column op www.worldgolf.com.